# Jimmy Baron
Jimmy Baron, né le 23 mai 1986 à East Greenwich au Rhode Island, est un joueur américain de basket-ball. Il évolue au poste d'arrière.

## Palmarès et distinctions

### Palmarès
- Eurocoupe 2013

### Distinctions personnelles
- 1 fois joueur de la semaine en championnat de Belgique[1].